# Myrcia amplexicaulis
Myrcia amplexicaulis är en myrtenväxtart som först beskrevs av Vell., och fick sitt nu gällande namn av Joseph Dalton Hooker. Myrcia amplexicaulis ingår i släktet Myrcia och familjen myrtenväxter. Inga underarter finns listade i Catalogue of Life.